# TUDN
TUDN (acrónimo de Televisa Univision Deportes Network) es un canal de televisión por suscripción mexicano-estadounidense, de temática deportiva, en español. Es propiedad de TelevisaUnivision y cuenta con tres señales para Estados Unidos, México y Centroamérica. Realiza sus emisiones desde la Ciudad de México.

## Historia
Fue lanzado en México y los Estados Unidos el 20 de julio de 2019, en reemplazo de los canales TD Centro, Televisa Deportes Network, Univision Deportes Network y Univisión TDN. También se convirtió en reemplazo de las marcas/divisiones, Televisa Deportes y Univision Deportes. Su nombre proviene de la fusión de las cadenas reemplazadas, TDN y Univisión Deportes Network, siendo las siglas de Televisa Univisión Deportes Network. Cuenta con una señal para México y otra para Estados Unidos. El primer programa que emitió para México fue Noche de puños y para Estados Unidos fue Línea de cuatro. El canal también cuenta con una estación de radio, TUDN Radio, que está disponible para TuneIn. 
Desde que la señal inició transmisiones, la producción de sus programas y la realización de la emisión de eventos deportivos en los Estados Unidos se hacía de forma conjunta en la sede de Univision en Miami y la sede de Televisa en la Ciudad de México. Sin embargo, el 23 de agosto de 2024 se dio a conocer por parte de comentaristas de TUDN USA en ese entonces como Enrique Bermudez e Iván Zamorano que se había realizado el cierre de operaciones de dicha sede de Univision en Miami debido a problemas financieros de TelevisaUnivision, lo cual provocó que a partir de ese hecho todas las transmisiones deportivas tanto de la señal estadounidense como de la señal mexicana se hicieran totalmente en la Ciudad de México.

## Programación
La cadena transmite una gran cantidad de eventos deportivos, cuyos derechos de transmisión pueden ser exclusivos para una zona, salvo la Liga MX que es transmitida para México, Estados Unidos y Centroamérica. En Estados Unidos, la mayoría de sus derechos corresponden a fútbol, ya que cuentan con los derechos de los torneos de la UEFA, como la UEFA Champions League, UEFA Europa League y UEFA Conference League, así como la UEFA Nations League y sus Eliminatorias mundialistas. En México, tienen los derechos de los torneos de selecciones FIFA, como la Copa Mundial de Fútbol, la Copa Mundial Femenina de Fútbol, los torneos de selecciones con límite de edad, así como los de Fútbol Playa y Fútbol Sala, a la par también con las transmisiones de NFL, National Basketball Association y la Liga Mexicana de Béisbol.
Además de eso, cuentan con producciones propias, como:
- Contacto Deportivo
- Hazaña el deporte vive
- Acción TUDN
- Faitelson sin Censura
- Fútbol Central
- La jugada
- Línea de Cuatro
- Más Deporte
- Sábado Futbolero